# Joaquín Piquerez
Joaquín Piquerez, né le 24 août 1998 à Montevideo en Uruguay, est un footballeur uruguayen qui évolue au poste d'arrière gauche ou de milieu gauche à SE Palmeiras.

## Biographie

### Defensor SC
Né à Montevideo en Uruguay, Joaquín Piquerez est formé par l'un des clubs de la capitale uruguayenne, le Defensor SC. Il débute en professionnel le 19 mars 2017, lors d'un match face au CA River Plate en championnat. Il entre en cours de partie, et son équipe s'impose sur le score de un but à zéro ce jour-là.

### CA River Plate
En janvier 2019, Joaquín Piquerez rejoint un autre club uruguayen, le CA River Plate. Il joue son premier match contre le CA Progreso le 14 juillet 2019 (0-0) et inscrit son premier but en professionnel le 17 août suivant en ouvrant le score face au Club Nacional de Football (1-1).

### CA Peñarol
Le 14 janvier 2020, Joaquín Piquerez s'engage en faveur du CA Peñarol, signant un contrat de trois ans. 
Il fait sa première apparition sous ses nouvelles couleurs le 23 février 2020, en étant titularisé lors d'une rencontre de championnat face au Defensor SC, le club de ses débuts. Son équipe s'incline ce jour-là sur le score de deux buts à un.

### Palmeiras
Le 31 juillet 2021, Joaquín Piquerez s'engage en faveur du Palmeiras. Il signe un contrat courant jusqu'en décembre 2025. 
Il joue son premier match pour Palmeiras le 15 août 2021, lors d'une rencontre de championnat face à l'Atlético Mineiro. Il est titularisé et son équipe perd le match (2-0).
Le 8 juin 2023, Joaquín Piquerez inscrit son premier but en Copa Libertadores, contre les Équatoriens du Barcelona SC. Titulaire, il participe à la victoire de son équipe, qui était pourtant menée de deux buts à la mi-temps (4-2 score final),.

### En équipe nationale
Le 10 février 2020, il délivre deux passes décisives face à la Colombie, lors des qualifications pour les Jeux olympiques (victoire 1-3).
En mai 2021, Joaquín Piquerez est convoqué pour la première fois avec l'équipe nationale d'Uruguay mais il doit finalement déclarer forfait en raison d'une blessure et est remplacé par Camilo Cándido (en). Il honore finalement sa première sélection avec l'Uruguay le 3 septembre 2021 face au Pérou. Il entre en jeu à la place de Matías Viña et les deux équipes se neutralisent (1-1 score final).